# Princeton (Idaho)
Princeton è un centro abitato e un census-designated place (CDP) degli Stati Uniti d'America, situato nella contea di Latah, nello stato dell'Idaho.